# Difração de Fresnel
Em ótica, a difração de Fresnel, ou também difração do campo próximo, é um padrão de difração de uma onda eletromagnética obtido muito próximo do objeto causador da difração (frequentemente uma fonte ou abertura). É uma aproximação da difração de Kirchhoff-Fresnel que pode ser aplicada à propagação de ondas no campo próximo. A difração de Fresnel é utilizada para calcular o padrão de difração criado por ondas que passam por uma abertura ou em torno de um objeto, quando observado relativamente perto do objeto. Em contraste, o padrão de difração na região de campo distante é dado pela equação de difração de Fraunhofer.
O campo próximo pode ser especificado pelo número de Fresnel, F, do arranjo óptico. Quando {\displaystyle F\ll 1}, a onda difratada é considerada no campo de Fraunhofer. No entanto, a validade do integral de difração de Fresnel é deduzida pelas aproximações derivadas abaixo. Especificamente, os termos de fase de terceira ordem e superiores devem ser desprezíveis, uma condição que pode ser escrita como
{\displaystyle {\frac {F\theta ^{2}}{4}}\ll 1,}
onde {\displaystyle \theta } é o ângulo máximo descrito por {\displaystyle \theta \approx a/L,} a e L os mesmos da definição do número de Fresnel. Portanto, esta condição pode ser aproximada como {\textstyle {\frac {a^{4}}{4L^{3}\lambda }}\ll 1}

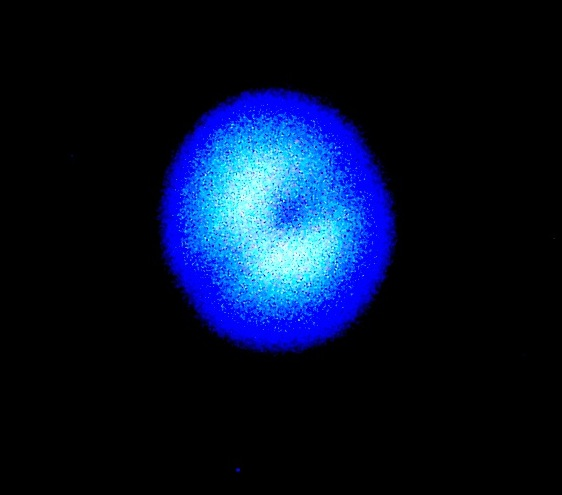
Difração de Fresnel mostrando a mancha central de Arago

A difração de Fresnel múltipla em cristas periódicas espaçadas de forma próxima (espelho com cristas) causa a reflexão especular; este efeito pode ser utilizado para espelhos atômicos.

## Tratamentos iniciais deste fenômeno
Alguns dos primeiros trabalhos sobre o que se tornaria conhecido como difração de Fresnel foram realizados por Francesco Maria Grimaldi na Itália, no século XVII. Em sua monografia intitulada "Light", Richard C. MacLaurin explica a difração de Fresnel perguntando o que acontece quando a luz se propaga e como esse processo é afetado quando uma barreira com uma fenda ou orifício é interposta no feixe produzido por uma fonte de luz distante. Ele usa o Princípio de Huygens para investigar, em termos clássicos, o que ocorre. A frente de onda que procede da fenda e chega a uma tela de detecção a certa distância aproxima-se muito de uma frente de onda originada na área da fenda, sem considerar quaisquer interações minuciosas com a borda física real.
O resultado é que, se a fenda for muito estreita, apenas padrões de difração com centros brilhantes podem ocorrer. Se a fenda for progressivamente alargada, então padrões de difração com centros escuros alternarão com padrões de difração com centros brilhantes. À medida que a fenda se torna maior, as diferenças entre bandas escuras e claras diminuem até que um efeito de difração não possa mais ser detectado.
MacLaurin não menciona a possibilidade de que o centro da série de anéis de difração produzidos quando a luz passa por um pequeno orifício possa ser preto, mas ele aponta para a situação inversa em que a sombra produzida por um pequeno objeto circular pode paradoxalmente ter um centro brilhante. (p. 219)
Em sua obra Optics, Francis Weston Sears oferece uma aproximação matemática sugerida por Fresnel que prevê as principais características dos padrões de difração e utiliza apenas matemática simples. Considerando a distância perpendicular do orifício em uma tela de barreira até uma tela de detecção próxima, juntamente com o comprimento de onda da luz incidente, é possível calcular uma série de regiões chamadas elementos de meio período ou zona de Fresnel. A zona interna é um círculo e cada zona sucessiva será um anel anular concêntrico. Se o diâmetro do orifício circular na tela for suficiente para expor a primeira ou a central zona de Fresnel, a amplitude da luz no centro da tela de detecção será o dobro do que seria se a tela de detecção não fosse obstruída. Se o diâmetro do orifício circular na tela for suficiente para expor duas zonas de Fresnel, então a amplitude no centro é quase zero. Isso significa que um padrão de difração de Fresnel pode ter um centro escuro. Esses padrões podem ser vistos e medidos, e correspondem bem aos valores calculados para eles.

## A integral de difração de Fresnel

Geometria da difração, mostrando o plano da abertura (ou objeto de difração) e o plano da imagem, com sistema de coordenadas

De acordo com a teoria de difração de Rayleigh–Sommerfeld, o padrão de campo elétrico difratado em um ponto (x, y, z) é dado pela seguinte solução da equação de Helmholtz:
{\displaystyle E(x,y,z)={\frac {1}{i\lambda }}\iint _{-\infty }^{+\infty }E(x',y',0){\frac {e^{ikr}}{r}}{\frac {z}{r}}\left(1+{\frac {i}{kr}}\right)\,dx'dy',}
onde
- {\displaystyle E(x',y',0)} é o campo elétrico na abertura,
- {\displaystyle r={\sqrt {(x-x')^{2}+(y-y')^{2}+z^{2}}},}
- {\displaystyle k} é o número de onda {\displaystyle 2\pi /\lambda ,}
- {\displaystyle i} é a unidade imaginária.

A solução analítica desta integral rapidamente se torna impraticavelmente complexa, exceto para as geometrias de difração mais simples. Portanto, geralmente é calculada numericamente.

### A aproximação de Fresnel

Comparação entre os padrões de difração obtidos com a equação de Rayleigh–Sommerfeld, a aproximação de Fresnel (paraxial) e a aproximação de Fraunhofer (campo distante)

O principal problema para resolver a integral é a expressão de r. Primeiramente, podemos simplificar a álgebra introduzindo a substituição
{\displaystyle \rho ^{2}=(x-x')^{2}+(y-y')^{2}.}
Substituindo na expressão para r, encontramos
{\displaystyle r={\sqrt {\rho ^{2}+z^{2}}}=z{\sqrt {1+{\frac {\rho ^{2}}{z^{2}}}}}.}
Em seguida, pela expansão binomial,
{\displaystyle {\sqrt {1+u}}=(1+u)^{\frac {1}{2}}=1+{\frac {u}{2}}-{\frac {u^{2}}{8}}+\cdots }
Podemos expressar {\displaystyle r} como
{\displaystyle {\begin{aligned}r&=z{\sqrt {1+{\frac {\rho ^{2}}{z^{2}}}}}\\&=z\left[1+{\frac {\rho ^{2}}{2z^{2}}}-{\frac {1}{8}}\left({\frac {\rho ^{2}}{z^{2}}}\right)^{2}+\cdots \right]\\&=z+{\frac {\rho ^{2}}{2z}}-{\frac {\rho ^{4}}{8z^{3}}}+\cdots \end{aligned}}}
Se considerarmos todos os termos da série binomial, então não há aproximação. Vamos substituir esta expressão no argumento do exponencial dentro da integral; o ponto-chave da aproximação de Fresnel é assumir que o terceiro termo é muito pequeno e pode ser ignorado, assim como quaisquer termos de ordem superior. Para que isto seja possível, ele deve contribuir para a variação do exponencial de forma quase nula. Em outras palavras, ele deve ser muito menor do que o período do exponencial complexo, ou seja, {\displaystyle 2\pi }:
{\displaystyle k{\frac {\rho ^{4}}{8z^{3}}}\ll 2\pi .}
Expressando k em termos do comprimento de onda,
{\displaystyle k={\frac {2\pi }{\lambda }},}
obtemos a seguinte relação:
{\displaystyle {\frac {\rho ^{4}}{z^{3}\lambda }}\ll 8.}
Multiplicando ambos os lados por {\displaystyle z^{3}/\lambda ^{3},} temos
{\displaystyle {\frac {\rho ^{4}}{\lambda ^{4}}}\ll 8{\frac {z^{3}}{\lambda ^{3}}},}
ou, substituindo a expressão anterior para {\displaystyle \rho ^{2},}
{\displaystyle {\frac {1}{\lambda ^{4}}}\left[(x-x')^{2}+(y-y')^{2}\right]^{2}\ll 8{\frac {z^{3}}{\lambda ^{3}}}.}
Se esta condição for verdadeira para todos os valores de x, x', y e y', então podemos ignorar o terceiro termo na expressão de Taylor. Além disso, se o terceiro termo for negligenciável, então todos os termos de ordem superior serão ainda menores, podendo também ser ignorados.
Para aplicações envolvendo comprimentos de onda ópticos, o comprimento de onda λ é tipicamente muitas ordens de magnitude menor do que as dimensões físicas relevantes. Em particular,
{\displaystyle \lambda \ll z,}
e
{\displaystyle \lambda \ll \rho .}
Assim, como uma questão prática, a desigualdade necessária sempre será verdadeira, contanto que
{\displaystyle \rho \ll z.}
Podemos então aproximar a expressão apenas com os dois primeiros termos:
{\displaystyle r\approx z+{\frac {\rho ^{2}}{2z}}=z+{\frac {(x-x')^{2}+(y-y')^{2}}{2z}}.}
Esta equação é a aproximação de Fresnel, e a desigualdade mencionada acima é uma condição para a validade da aproximação.

### Fresnel diffraction
A condição para a validade é relativamente fraca e permite que todos os parâmetros de comprimento tenham valores comparáveis, desde que a abertura seja pequena em relação ao comprimento do percurso. Para r no denominador, damos um passo adiante e o aproximamos apenas com o primeiro termo, {\displaystyle r\approx z.} Isso é válido, em particular, se estivermos interessados no comportamento do campo apenas em uma pequena área próxima à origem, onde os valores de x e y são muito menores do que z. Em geral, a difração de Fresnel é válida se o Número de Fresnel for aproximadamente 1.
Para a difração de Fresnel, o campo elétrico no ponto {\displaystyle (x,y,z)} é dado por
{\displaystyle E(x,y,z)={\frac {e^{ikz}}{i\lambda z}}\iint _{-\infty }^{+\infty }E(x',y',0)e^{{\frac {ik}{2z}}\left[(x-x')^{2}+(y-y')^{2}\right]}\,dx'dy'.}

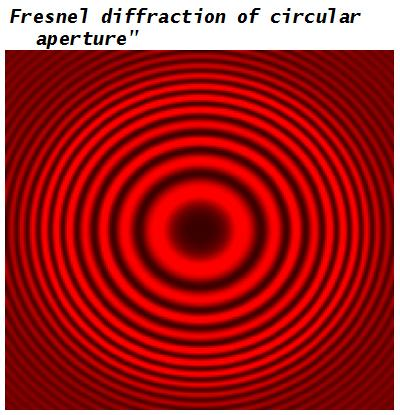
A difração de Fresnel de uma abertura circular, representada com Funções de Lommel

Esta é a integral da difração de Fresnel; significa que, se a aproximação de Fresnel for válida, o campo propagante é uma onda esférica, originando-se na abertura e se movendo ao longo de z. A integral modula a amplitude e a fase da onda esférica. A solução analítica dessa expressão ainda é possível apenas em casos raros. Para um caso simplificado adicional, válido apenas para distâncias muito maiores da fonte de difração, veja Difração de Fraunhofer. Ao contrário da difração de Fraunhofer, a difração de Fresnel leva em conta a curvatura da frente de onda, a fim de calcular corretamente a fase relativa das ondas interferentes.

## Formas alternativas

### Convolução
A integral pode ser expressa de outras maneiras para calculá-la usando algumas propriedades matemáticas. Se definirmos a função
{\displaystyle h(x,y,z)={\frac {e^{ikz}}{i\lambda z}}e^{i{\frac {k}{2z}}(x^{2}+y^{2})},}
então a integral pode ser expressa em termos de uma convolução:
{\displaystyle E(x,y,z)=E(x,y,0)*h(x,y,z);}
em outras palavras, estamos representando a propagação usando um modelo de filtro linear. É por isso que podemos chamar a função {\displaystyle h(x,y,z)} de resposta impulsiva da propagação em espaço livre.

### Transformada de Fourier
Outra maneira possível é através da transformada de Fourier. Se na integral expressarmos k em termos do comprimento de onda:
{\displaystyle k={\frac {2\pi }{\lambda }}}
e expandirmos cada componente do deslocamento transversal:
{\displaystyle {\begin{aligned}\left(x-x'\right)^{2}&=x^{2}+x'^{2}-2xx',\\\left(y-y'\right)^{2}&=y^{2}+y'^{2}-2yy',\end{aligned}}}
então podemos expressar a integral em termos da transformada de Fourier bidimensional. Vamos usar a seguinte definição:
{\displaystyle G(p,q)={\mathcal {F}}\{g(x,y)\}\equiv \iint _{-\infty }^{\infty }g(x,y)e^{-i2\pi (px+qy)}\,dx\,dy,}
onde p e q são frequências espaciais (número de onda). A integral de Fresnel pode ser expressa como
{\displaystyle {\begin{aligned}E(x,y,z)&=\left.{\frac {e^{ikz}}{i\lambda z}}e^{i{\frac {\pi }{\lambda z}}(x^{2}+y^{2})}{\mathcal {F}}\left\{E(x',y',0)e^{i{\frac {\pi }{\lambda z}}(x'^{2}+y'^{2})}\right\}\right|_{p={\frac {x}{\lambda z}},\ q={\frac {y}{\lambda z}}}\\&=h(x,y)\cdot G(p,q){\big |}_{p={\frac {x}{\lambda z}},\ q={\frac {y}{\lambda z}}}.\end{aligned}}}
Ou seja, primeiro multiplica-se o campo a ser propagado por um exponencial complexo, calcula-se sua transformada de Fourier bidimensional, substitui-se {\displaystyle (p,q)} por {\displaystyle \left({\tfrac {x}{\lambda z}},{\tfrac {y}{\lambda z}}\right)} e multiplica-se por outro fator. Esta expressão é melhor que as outras quando o processo leva a uma transformada de Fourier conhecida, e a conexão com a transformada de Fourier é estreitada na transformação canônica linear, discutida abaixo.

### Transformação canônica linear
Do ponto de vista da transformação canônica linear, a difração de Fresnel pode ser vista como um cisalhamento no domínio tempo-frequência, correspondendo à maneira como a transformada de Fourier é uma rotação no domínio tempo-frequência.